# إلاستيك سيرش
إلاستيك سيرش (بالإنجليزية: Elasticsearch)‏ هو محرك بحث يعتمد على مكتبة Lucene. يوفر محرك بحث نص كامل موزع وقادر على تعدد المستأجرين مع واجهة ويب HTTP ومستندات جسون خالية من المخططات. تم تطوير Elasticsearch في Java وهو مرخص مزدوجًا بموجب ترخيص Server Side Public المتاح المصدر وترخيص Elastic، بينما تقع الأجزاء الأخرى تحت ترخيص Elastic الخاص (متاح المصدر). العملاء الرسميون متاحون في جافا و .NET (C #) و بي إتش بي وبايثون و Apache Groovy و Ruby والعديد من اللغات الأخرى. وفقًا لتصنيف DB-Engines، يعد Elasticsearch أشهر محرك بحث للمؤسسات.

## وصلات خارجية
- الموقع الرسمي